# Cottage Hospital
Ein Cottage Hospital ist eine typisch britische Einrichtung, eine größere Arztpraxis mit Betten, in der durch ärztliche und pflegerische Hilfeleistung Krankheiten, Leiden oder körperlichen Schäden festgestellt und geheilt oder gelindert werden. Auch die Geburtshilfe und die Sterbebegleitung gehören zu den Aufgaben eines Cottage Hospitals.

## Trivia
Der britische Fernsehsender ITV zeigte eine Fernsehserie zu diesem Thema („The Royal“), die in den 1960er-Jahren spielt.

## Beispiele für bekannte Einrichtungen
- Elder Cottage Hospital
- Epsom Hospital